# Triệu Sơn (huyện)
Triệu Sơn là một huyện thuộc tỉnh Thanh Hóa, Việt Nam.

## Địa lý
Huyện Triệu Sơn có vị trí địa lý:
- Phía đông giáp thành phố Thanh Hóa
- Phía đông nam giáp huyện Nông Cống
- Phía nam giáp huyện Như Thanh
- Phía tây nam giáp huyện Thường Xuân
- Phía tây bắc giáp huyện Thọ Xuân
- Phía đông bắc giáp huyện Thiệu Hóa.

Huyện Triệu Sơn có diện tích tự nhiên 290,05 km², quy mô dân số năm 2022 là 247.724 người, mật độ dân số đạt 854 người/km². Dân số năm 2019 là 202.386 người, mật độ dân số đạt 698 người/km².

### Địa hình
Triệu Sơn là một huyện bán sơn địa nhưng diện tích chủ yếu vẫn là đồng bằng, địa hình thấp dần về phía bắc, với vài con sông suối nhỏ chảy vào sông Chu ở hai huyện bên: Thọ Xuân và Thiệu Hóa, ở phía nam có một vài ngọn núi thấp với độ cao khoảng 250 – 300 m, như núi Nưa ở thị trấn Nưa.

### Tài nguyên
Huyện Triệu Sơn có mỏ chromit Cổ Định tại thị trấn Nưa với trữ lượng lớn nhất Việt Nam.

## Lịch sử
Huyện Triệu Sơn được thành lập vào ngày 25 tháng 2 năm 1965, trên cơ sở tách 13 xã: Thọ Ngọc, Thọ Tiến, Thọ Cường, Thọ Bình, Thọ Dân, Thọ Tân, Thọ Phú, Thọ Vực, Thọ Sơn, Thọ Thế, Xuân Thịnh, Xuân Thọ, Xuân Lộc thuộc huyện Thọ Xuân và 20 xã: Hợp Tiến, Hợp Thắng, Hợp Lý, Hợp Thành, Minh Châu, Minh Dân, Minh Sơn, Dân Lý, Dân Lực, Dân Quyền, An Nông, Vân Sơn, Nông Trường, Tiến Nông, Khuyến Nông, Thái Hòa, Tân Ninh, Đồng Tiến, Đồng Thắng, Đồng Lợi thuộc huyện Nông Cống.
Khi mới thành lập, huyện gồm 33 xã: An Nông, Dân Lực, Dân Lý, Dân Quyền, Đồng Lợi, Đồng Thắng, Đồng Tiến, Hợp Lý, Hợp Thắng, Hợp Thành, Hợp Tiến, Khuyến Nông, Minh Châu, Minh Dân, Minh Sơn, Nông Trường, Tân Ninh, Thái Hòa, Thọ Bình, Thọ Cường, Thọ Dân, Thọ Ngọc, Thọ Phú, Thọ Sơn, Thọ Tân, Thọ Thế, Thọ Tiến, Thọ Vực, Tiến Nông, Vân Sơn, Xuân Lộc, Xuân Thịnh và Xuân Thọ.
Ngày 5 tháng 1 năm 1987, thành lập xã Triệu Thành trên cơ sở điều chỉnh một phần diện tích tự nhiên và dân số của xã Hợp Thành.
Ngày 3 tháng 6 năm 1988, thành lập thị trấn Triệu Sơn (thị trấn huyện lỵ huyện Triệu Sơn) trên cơ sở điều chỉnh một phần diện tích và dân số của các xã Minh Châu, Minh Dân và Minh Sơn.
Ngày 25 tháng 1 năm 1994, thành lập xã Bình Sơn trên cơ sở điều chỉnh một phần diện tích tự nhiên và dân số của hai xã Thọ Bình và Thọ Sơn.
Ngày 16 tháng 10 năm 2019, Ủy ban Thường vụ Quốc hội ban hành Nghị quyết số 786/NQ-UBTVQH14 về việc sắp xếp các đơn vị hành chính cấp xã thuộc tỉnh Thanh Hóa (nghị quyết có hiệu lực từ ngày 1 tháng 12 năm 2019). Theo đó:
- Thành lập thị trấn Nưa trên cơ sở toàn bộ diện tích và dân số của xã Tân Ninh
- Sáp nhập các xã Minh Dân và Minh Châu vào thị trấn Triệu Sơn.

Ngày 24 tháng 10 năm 2024, Ủy ban Thường vụ Quốc hội thông qua Nghị quyết số 1238/NQ-UBTVQH15 (có hiệu lực từ ngày 1 tháng 1 năm 2025). Theo đó:
- Sáp nhập xã Xuân Thịnh vào xã Xuân Lộc
- Sáp nhập xã Thọ Vực vào xã Thọ Phú.

Sau sắp xếp, huyện Triệu Sơn có 2 thị trấn và 30 xã như hiện nay.

## Hành chính
Huyện Triệu Sơn có 32 đơn vị hành chính cấp xã trực thuộc, bao gồm 2 thị trấn: Triệu Sơn (huyện lỵ), Nưa và 30 xã: An Nông, Bình Sơn, Dân Lực, Dân Lý, Dân Quyền, Đồng Lợi, Đồng Thắng, Đồng Tiến, Hợp Lý, Hợp Thắng, Hợp Thành, Hợp Tiến, Khuyến Nông, Minh Sơn, Nông Trường, Thái Hòa, Thọ Bình, Thọ Cường, Thọ Dân, Thọ Ngọc, Thọ Phú, Thọ Sơn, Thọ Tân, Thọ Thế, Thọ Tiến, Tiến Nông, Triệu Thành, Vân Sơn, Xuân Lộc, Xuân Thọ.
| Tên           | Diện tích (km²) | Dân số (người) |
| ------------- | --------------- | -------------- |
| Thị trấn (02) |                 |                |
| Triệu Sơn     | 8,49            | 19.008         |
| Nưa           | 21,20           | 10.844         |
| Xã (30)       |                 |                |
| An Nông       | 4,73            | 6.699          |
| Bình Sơn      | 17,04           | 3.149          |
| Dân Lực       | 8,28            | 8.397          |
| Dân Lý        | 6,75            | 9.844          |
| Dân Quyền     | 10,91           | 10.814         |
| Đồng Lợi      | 5,74            | 7.847          |
| Đồng Thắng    | 6,79            | 5.901          |
| Đồng Tiến     | 7,43            | 9.191          |
| Hợp Lý        | 9,06            | 6.296          |
| Hợp Thắng     | 9,47            | 7.334          |
| Hợp Thành     | 6,68            | 7.849          |
| Hợp Tiến      | 6,65            | 4.548          |
| Khuyến Nông   | 7,12            | 8.654          |

| Tên         | Diện tích (km²) | Dân số (người) |
| ----------- | --------------- | -------------- |
| Minh Sơn    | 6,66            | 5.563          |
| Nông Trường | 5,41            | 7.208          |
| Thái Hòa    | 16,88           | 8.826          |
| Thọ Bình    | 18,34           | 9.468          |
| Thọ Cường   | 5,96            | 5.641          |
| Thọ Dân     | 6,07            | 8.225          |
| Thọ Ngọc    | 6,92            | 7.532          |
| Thọ Phú     | 8,30            | 10.083         |
| Thọ Sơn     | 11,74           | 5.709          |
| Thọ Tân     | 7,11            | 5.696          |
| Thọ Thế     | 5,60            | 5.742          |
| Thọ Tiến    | 8,64            | 5.929          |
| Tiến Nông   | 5,53            | 6.356          |
| Triệu Thành | 11,25           | 6.881          |
| Vân Sơn     | 15,55           | 7.606          |
| Xuân Lộc    | 8,04            | 9.731          |
| Xuân Thọ    | 5,70            | 5.153          |

## Kinh tế
Tốc độ tăng trưởng kinh tế: 9,1%/năm, trong đó: nông - lâm nghiệp tăng: 5,5%; công nghiệp - xây dựng cơ bản tăng: 24%; dịch vụ tăng: 12,5%.
Cơ cấu kinh tế: nông - lâm nghiệp 55%; công nghiệp - xây dựng cơ bản 18%; dịch vụ 27%.
Tại xã Dân Quyền đã có khu tập trung sản xuất với các nhà máy sản xuất tre, luồng, mì chính.

## Giáo dục
Huyện có các trường trung học phổ thông gồm: THPT Triệu Sơn 1, THPT Triệu Sơn 2, THPT Triệu Sơn 3, THPT Triệu Sơn 4, THPT Triệu Sơn 5, trường Phổ thông Triệu Sơn và Trung tâm Giáo dục nghề nghiệp - Giáo dục thường xuyên huyện Triệu Sơn.
Các xã đều có ít nhất một trường mầm non, tiểu học và trung học cơ sở.
Trụ sở chính Trường Cao đẳng Nông nghiệp Thanh Hóa cũng nằm trên địa bàn huyện.

## Giao thông
Huyện có đường quốc lộ 47 chạy qua theo hướng đông - tây, nối thành phố Thanh Hóa qua thị trấn huyện lỵ Triệu Sơn, tới thị trấn Lam Sơn (Thọ Xuân), thông tuyến với đường Hồ Chí Minh.
Huyện có 2 tuyến xe buýt chạy qua:
- Tuyến số 4 nối từ thành phố Thanh Hóa đến thị trấn Thường Xuân (Thường Xuân), đi qua ngã ba cầu Thiều (xã Dân Lý), Giắt (thị trấn Triệu Sơn), ngã tư Dân Lực
- Tuyến số 17 nối từ thành phố Sầm Sơn đến Hợp Lý, đi qua Giắt (thị trấn Triệu Sơn), Sim (xã Hợp Tiến), Hợp Lý.

Đây là địa phương có tuyến đường cao tốc Mai Sơn – Quốc lộ 45 đi qua.